# Sheldon Bateau
Sheldon Michael Bateau (Puerto España, 29 de enero de 1991) es un futbolista trinitense que juega como defensa.

## Selección nacional
Hizo su debut el 5 de septiembre de 2013 en un amistoso ante Emiratos Árabes Unidos disputado en el estadio Rey Fahd en Arabia Saudita. Bateau ingresó de cambio en el minuto 52 por Aubrey David. El marcador final fue de empate a 3 por lo que en penales se definió el ganador el cual favoreció a la selección árabe 7-6.

### Partidos
Ha disputado un total de 61 partidos con la selección trinitaria y ha anotado cinco goles.
| Partidos | Partidos               | Partidos  | Partidos                | Partidos                        | Partidos      | Partidos | Partidos             | Partidos     | Partidos |
| N.º      | Rival                  | Resultado | Fecha                   | Lugar                           | Competencia   | Goles    | Cambio               | DT           | Ref.     |
| -------- | ---------------------- | --------- | ----------------------- | ------------------------------- | ------------- | -------- | -------------------- | ------------ | -------- |
| 1        | Emiratos Árabes Unidos | 3:3 (0:2) | 5 de septiembre de 2013 | Riad Arabia Saudita             | Amistoso      | -        | 52' por Aubrey David | Stephen Hart |          |
| 2        | Arabia Saudita         | 3:1 (2:0) | 9 de septiembre de 2013 | Riad Arabia Saudita             | Amistoso      | -        | -                    | Stephen Hart |          |
| 3        | Nueva Zelanda          | 0:0 (0:0) | 15 de octubre de 2013   | Puerto España Trinidad y Tobago | Amistoso      | -        | -                    | Stephen Hart |          |
| 4        | Jamaica                | 0:1 (0:1) | 15 de noviembre de 2013 | Montego Bay Jamaica             | Amistoso      | -        | -                    | Stephen Hart |          |
| 5        | Argentina              | 3:0 (1:0) | 4 de junio de 2014      | Buenos Aires Argentina          | Amistoso      | -        | -                    | Stephen Hart |          |
| 6        | Irán                   | 0:2 (0:1) | 8 de junio de 2014      | São Paulo Brasil                | Amistoso      | -        | 72' por Gavin Hoyte  | Stephen Hart |          |
| 7        | Guatemala              | 3:1 (3:0) | 9 de julio de 2015      | Chicago EE. UU.                 | Copa Oro 2015 | 11'      | -                    | Stephen Hart |          |
| 8        | Cuba                   | 2:0 (2:0) | 12 de julio de 2015     | Glendale EE. UU.                | Copa Oro 2015 | 17'      | -                    | Stephen Hart |          |
| 9        | México                 | 4:4 (1:0) | 15 de julio de 2015     | Charlotte EE. UU.               | Copa Oro 2015 | -        | -                    | Stephen Hart |          |
| 10       | Panamá                 | 1:1 (0:1) | 19 de julio de 2015     | Nueva Jersey EE. UU.            | Copa Oro 2015 | -        | -                    | Stephen Hart |          |
| 11       | Panamá                 | 1:1 (0:1) | 19 de julio de 2015     | Nueva Jersey EE. UU.            | Copa Oro 2015 | -        | -                    | Stephen Hart |          |

### Goles con selección nacional
| Gol | Fecha               | Sede                                                   | Oponente  | Marcador | Resultado | Competencia   |
| --- | ------------------- | ------------------------------------------------------ | --------- | -------- | --------- | ------------- |
| 1.  | 9 de julio de 2015  | Soldier Field, Chicago, EE. UU.                        | Guatemala | 1 - 0    | 3 – 1     | Copa Oro 2015 |
| 2.  | 12 de julio de 2015 | Estadio de la Universidad de Phoenix, Arizona, EE. UU. | Cuba      | 1 - 0    | 2 – 0     | Copa Oro 2015 |

## Clubes
| Club                         | País              | Año       |
| ---------------------------- | ----------------- | --------- |
| San Juan Jabloteh            | Trinidad y Tobago | 2009-2012 |
| North East Stars             | Trinidad y Tobago | 2012      |
| K. V. Mechelen               | Bélgica           | 2012-2015 |
| P. F. C. Krylia Sovetov      | Rusia             | 2015-2018 |
| F. C. Kairat Almaty (cedido) | Kazajistán        | 2017-2018 |
| F. C. Kairat Almaty          | Kazajistán        | 2018      |
| Sarpsborg 08 FF              | Noruega           | 2019      |
| K. V. Mechelen               | Bélgica           | 2019-2022 |
| Samsunspor                   | Turquía           | 2022-2023 |
| S. K. Beveren (cedido)       | Bélgica           | 2022-2023 |
| S. K. Beveren                | Bélgica           | 2023-2025 |